# Добровец (манастир)
Добровец или Добровецки манастир (на румънски: Mănăstirea Dobrovăţ) е действащ православен мъжки манастир в Румъния, в с. Добровец, окръг Яш, разположен на около 40 км югоизточно от гр.Яш. Манастирът е основан през 1503 г. от молдовския княз Стефан Велики (1457-1504).

## История
В края на XIV век в близост до съвременния манастир съществува манастира „Преображение Господне“, на когото през 1499 г. Стефан Велики дарява 3 села в долината на река Добровец. На 27 април 1503 г. Стефан Велики започва строителлството на нова каменна църква писметена на Пришествието на Светия Дух, около която се изгражда и новия манастирски комплекс, за което свидетелства запазения надпис на западната стена на църквата. През октомври 1503 г. молдовския княз дарява на новия манастир и 5 от близките села.
През 1607 г. княз Симеон Могила (1606-1607) построява до църквата Свети Дух по малък храм, в който е погребан починалия му син Павел. Храмът се срива през 1986 г., но през 1992 г. е възстановен; като архитектура той е близък до главната манастирска църква.
През 1651 г. молдовският владетел Василий Лупу подчинява манастира на атонския манастир Зограф. През 1743 г. в манастира е построена масивна осемстенна камбанария. В 1863 г. монасите са прогонени от манастира. Впоследствие той отново става действащ през периода 1930-1948 г. През 1990 г. Светия Синод на Румънската Православна Църква взема решение да вазстанови манастира като женски, но впоследствие той става мъжки.
Правоъгълната по план църква (32×8 м) е в стила, традиционен за Молдовското княжество: представлява триконхален храм с обширен нартекс и с гробница, разположена между наоса и нартекса. Стените са укрепени с 6 контрафорси. През XVIII век храмът е преустроен, но през 1975 г. в резултат на проведените реставрации е върнат първоначалният му облик. Църквата е изписана с фрески през 1527-1531 г., по време на управлението на княз Петър IV Рареш (1527-1538).

## Галерия
- Общ изглед
- Главната църква
- Параклис „Свети Георги“
- Паметникът на Стефан Велики